# Paul Rice

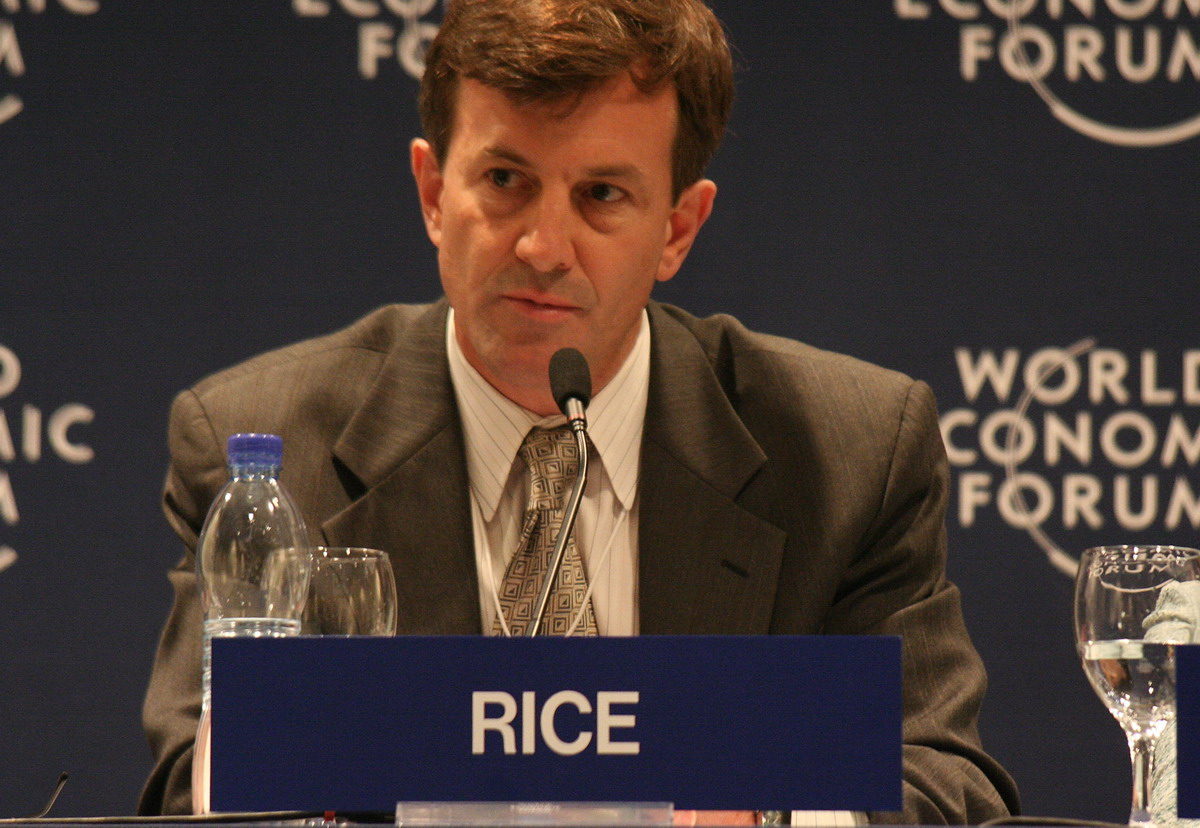
Rice am World Economic Forum.

Paul Rice ist der Gründer und CEO von Fair Trade USA, einem Drittzertifizierer für Fair-Trade-Produkte in Nordamerika. Seit der Gründung von Fair Trade USA (ehemals TransFair) im Jahr 1998 hat Rice den Fairen Handel in den Mainstream gebracht und eine Bewegung zur Ausweitung seiner Wirkung aufgebaut.

## Frühes Leben und Ausbildung
Rice wuchs in Dallas und Austin, Texas, als Sohn einer alleinerziehenden Mutter auf.  Er machte seinen Abschluss an der St. Mark’s School of Texas.
In Yale studierte Rice ab 1978 Politik- und Wirtschaftswissenschaften, was sein Interesse an Fragen des weltweiten Hungers, der Armut und der Unterentwicklung weckte, insbesondere im Zusammenhang mit der Landwirtschaft. Mit neunzehn Jahren nahm er ein Jahr Urlaub von der Schule und ging nach China, um sich über die Landreform und den Kampf der Bauern für die Organisation von Genossenschaften zu informieren. Diese Erfahrung bestärkte ihn in seinem Entschluss, nach dem Abschluss seines Studiums im Jahr 1983 in den Bereich der internationalen Entwicklung zu gehen. Nach seinem Abschluss arbeitete er über ein Jahrzehnt lang mit Landwirten in Nicaragua, bevor er in die USA zurückkehrte, um einen Hochschulabschluss zu erwerben. 1990 gründete Paul PRODECOOP, das sich zu einem der größten Exporteure von Bio-Kaffee weltweit entwickelte. Nach der Ausbildung des nächsten CEO kehrte Paul 1994 in die USA zurück, um an der UC Berkeley Haas School of Business einen Master of Business Administration zu erwerben. Während seiner Zeit dort entwickelte er den Geschäftsplan für TransFair, heute bekannt als Fair Trade USA.

## Karriere

### Spezialist für ländliche Entwicklung
Nach dem College kaufte Rice ein One-Way-Ticket nach Nicaragua, um mit Kleinbauern zu arbeiten, und dachte, er würde nur ein Jahr bleiben. Wie sich herausstellte, wurde Nicaragua für 11 Jahre zur Heimat von Rice. Dort wurde er zu einem Spezialisten für ländliche Wirtschafts- und Genossenschaftsentwicklung. Er reiste durch das ganze Land und half Hunderten von Kleinbauern bei der Gründung von Genossenschaften.

### PRODECOOP
1990, noch in Nicaragua, gründete Rice PRODECOOP, die erste fair gehandelte Bio-Kaffee-Exportgenossenschaft des Landes. Innerhalb von drei Jahren wuchs die Kooperative von 24 Familien auf über 3.000. Durch die Genossenschaft erhielten diese Bauern direkten Zugang zum Weltmarkt und erhielten eine höhere Entlohnung für ihre Arbeit. Das zusätzliche Einkommen ermöglichte es ihnen, die Lebensqualität in ihrer gesamten Gemeinde zu verbessern. Durch diese Erfahrung kam Rice zu der Überzeugung, dass der Markt – und nicht die ausländische Hilfe – die nachhaltigste Form der Armutsbekämpfung ist.
Nach vier Jahren als CEO von PRODECOOP übergab Rice die Führung an eine einheimische Frau, die als erste Frau ein Kaffeeunternehmen in der von Männern dominierten nicaraguanischen Kaffeeindustrie leitete. PRODECOOP wird nun von der Geschäftsführerin Merling Preza geleitet, die sich für das Genossenschaftsmodell, den fairen Handel und die Nachhaltigkeit für Kaffeefamilien in aller Welt einsetzt.
Anschließend war Rice als Strategie- und Entwicklungsberater für 22 Genossenschaftsunternehmen in ganz Lateinamerika und Asien tätig und half ihnen, wettbewerbsfähiger, demokratischer und unabhängiger zu werden. Seine jahrelangen Erfahrungen aus erster Hand im Ausland in den Bereichen globale Lieferkettentransparenz, Sozialaudits, nachhaltige Landwirtschaft und genossenschaftliche Unternehmensentwicklung veranlassten ihn zur Gründung von Fair Trade USA.

### Fair Trade USA
Nach 11 Jahren Arbeit mit Kooperativen kehrte Rice in die USA zurück, um den Markt für fair gehandelte Waren zu erweitern. Die Produkte sollten von seinem Start-up Fair Trade USA als fair gehandelt zertifiziert werden. Ende 1998 eröffnete Rice die erste „nationale Zentrale“ – ein Ein-Zimmer-Büro in einem umgebauten Lagerhaus in der Innenstadt von Oakland. Zu Beginn arbeitete er nur mit einer Handvoll von Kaffeeunternehmen zusammen, die sich für den fairen Handel einsetzen. Nachdem er mit Kaffee Erfolg hatte, weitete Rice die Zertifizierung auf neue Produktkategorien aus, darunter Frischwaren, Gewürze und Baumwolle.
Seit der Einführung des Fair-Trade-Certified-Siegels im Jahr 1998 hat Paul dazu beigetragen, den Fairen Handel als eines der am schnellsten wachsenden Segmente in der Lebensmittel- und Bekleidungsindustrie zu etablieren. Bis heute hat Fair Trade USA mit über 1500 führenden Unternehmen zusammengearbeitet, darunter Green Mountain, Nespresso, Whole Foods, Costco, Sam's Club, Walmart, Kroger und Target. Fair Trade USA zertifiziert inzwischen Kaffee, Tee, Kakao, Zucker, Kokosnuss, Frischwaren und Meeresfrüchte. In jüngster Zeit hat Fair Trade durch bahnbrechende Partnerschaften mit Patagonia, Athleta, Williams-Sonoma und J. Crew damit begonnen, Bekleidung und Haushaltswaren zu zertifizieren und so das Leben der Fabrikarbeiter zu verbessern.
Im Jahr 2022 lag der Bekanntheitsgrad des Fair-Trade-Siegels bei 65 %. Bis heute haben Fair Trade USA und seine Partner über 1 Milliarde Dollar an zusätzlichem Einkommen für Bauern und Arbeiter in 51 Ländern generiert, was ihnen ermöglicht, sich um die Umwelt zu kümmern und ihren Lebensunterhalt stetig zu verbessern. Indem sie diesen Menschen die Möglichkeit bieten, einen existenzsichernden Lohn zu verdienen, hat Fair Trade USA ihnen geholfen, eine Reihe von Projekten zur Gemeindeentwicklung zu finanzieren, darunter Wasser-, Gesundheits- und Bildungsprogramme.
2011 geriet Rice in die Kritik, weil er beschloss, die Mitgliedschaft von Fair Trade USA in der Fair Trade Labeling Organization (FLO), der internationalen Organisation für die Zertifizierung von fairem Handel, aufzugeben. Während FLO nur kleine Kooperativen (im Kaffeebereich) zertifiziert, wollte er die Zertifizierung auf Landarbeiter und unabhängige Kleinbauern ausweiten, die zuvor vom Fairen Handel ausgeschlossen waren. Angesichts der Tradition des Fairen Handels, mit Kleinbauern zusammenzuarbeiten, war dieser Schritt umstritten. Nach der Spaltung startete Fair Trade USA die Kampagne „Fair Trade of All“, ein Programm zur Verdoppelung der Wirkung des Fairen Handels und zur Einbeziehung von mehr Menschen in seine Vorteile.

## Ehrungen und Auszeichnungen
Für seine Pionierarbeit als sozialer Unternehmer in der Fair-Trade-Bewegung hat er zahlreiche Ehrungen und Auszeichnungen erhalten, darunter:
- Im Jahr 2000 erhielt er das prestigeträchtige internationale Ashoka-Stipendium für soziales Unternehmertum.[22]
- Im Jahr 2001 wurde er von der AVINA-Stiftung für sein „Leadership for Change“ ausgezeichnet.
- Im Jahr 2002 wurde Rice von der Klaus Schwab Stiftung für soziales Unternehmertum und dem Weltwirtschaftsforum als einer der 40 weltweit führenden Sozialunternehmer ausgezeichnet.[23]
- Die Zeitschrift Fast Company ernannte Rice vier Jahre in Folge (2005–2008) zum „Social Capitalist of the Year“.[24][25][26][27]
- Im Jahr 2005 erhielt er den prestigeträchtigen Skoll Award for Social Entrepreneurship.[28]
- Er war Finalist bei der Wahl zum „Entrepreneur of 2012“ des Entrepreneur Magazine.[29][30]
- Ethical Corporation's 2019 Business Leader of the Year.
- Berkeley Haas 2019 Leading Through Innovation Award.